# Matthias Schellenberg
Matthias Schellenberg (* 1967 in Konstanz) ist deutscher Kameramann und Regisseur.
Schellenberg studierte von 1997 bis 2002 an der Kunsthochschule für Medien Köln, die er mit einem Diplom in der Fächergruppe Film und Fernsehen abschloss. Dort lernte er Hans Weingartner kennen, mit dem er Das weiße Rauschen und Die fetten Jahre sind vorbei drehte.

## Filmografie
- 2001: Das weiße Rauschen
- 2003: Kroko
- 2003: Randgruppe
- 2004: Die fetten Jahre sind vorbei[3]
- 2005: Weltverbesserungsmaßnahmen
- 2006: Die Österreichische Methode
- 2007: Bis zum Ellenbogen
- 2007: Auf Nummer sicher? (TV)
- 2007: Bittersüsses Nichts
- 2008: Die Helden aus der Nachbarschaft
- 2009: Draußen am See
- 2009: Liebeslied
- 2010: marxism today (prologue)
- 2016: Lou Andreas-Salomé
- 2019: Weil Du nur einmal lebst – Die Toten Hosen auf Tour
- 2023: Der Pfau